# Piula de Godlewski
La piula de Godlewski (Anthus godlewskii) és una espècie d'ocell de la família dels motacíl·lids (Motacillidae) que habita turins rocosos, praderies i saladars asiàtics, a Sibèria meridional, Mongòlia, nord i centre de la Xina, el Tibet i el nord-est de l'Índia.